# 伊塔马拉卡
伊塔马拉卡是巴西伯南布哥州的一个市镇。总面积65.4平方公里，总人口18522人，人口密度283.2人/平方公里。